# Новокарагушево
Новокарагушево (баш. Яңы Ҡарағош) — деревня в Бураевском районе Республики Башкортостан Российской Федерации. Входит в состав Кашкалевского сельсовета.

## География

### Географическое положение
Расстояние до:
- районного центра (Бураево): 31 км,
- центра сельсовета (Кашкалево): 7 км,
- ближайшей ж/д станции (Янаул): 99 км.

## Население
| 2002 | 2009 | 2010 |
| ---- | ---- | ---- |
| 48   | ↘33  | ↘26  |

Согласно переписи 2002 года, преобладающая национальность — башкиры (100 %).